# Grande Cova da Morte
A Grande Cova da Morte, ou Grande Poço da Morte, foi um dos túmulos encontrados nas escavações em Ur por C. L. Woolley, que media 4 x 11,75 metros, localizado junto ao túmulo da rainha Puabi. Ele se destacou pelo grande número de indivíduos que foram enterrados e pela organização e caracterização com as quais os corpos foram sepultados.

## Achados arqueológicos
Nas escavações foram encontradas dez tumbas reais, e em cada uma delas encontravam-se restos de um indivíduo central. Dentre elas, Wooley chamou seis de "covas importantes" ou "covas da morte". As "covas importantes" foram os eixos que lavaram às tumbas e pátios submergidos, construídos em torno do túmulo ou ao seu redor. Esses eixos e pátios vizinhos estavam cheios de esqueletos de servos, a maioria deles também vestidos com joias e carregando taças.
A Grande Cova da Morte possuía cerca de setenta pessoas enterradas, nitidamente organizadas, usando joias e segurando taças ou copos. Estudos bioarqueológicos desses esqueletos revelaram que muitas dessas pessoas trabalharam muito ao longo de suas vidas, sustentando a afirmação de Woolley de que alguns desses foram servos, mesmo que vestidos de adornos, e talvez tenham participado de um banquete no último dia de suas vidas.